# Mascotte (Florida)
Mascotte ist eine Stadt im Lake County im US-Bundesstaat Florida. Das U.S. Census Bureau hat bei der Volkszählung 2020 eine Einwohnerzahl von 6.609 ermittelt.

## Geographie
Mascotte grenzt im Osten an die Stadt Groveland. Die Stadt liegt rund 30 Kilometer südlich von Tavares sowie etwa 40 Kilometer westlich von Orlando.

## Demographische Daten
Laut der Volkszählung 2010 verteilten sich die damaligen 5101 Einwohner auf 1654 Haushalte. Die Bevölkerungsdichte lag bei 809,7 Einw./km². 60,4 % der Bevölkerung bezeichneten sich als Weiße, 11,8 % als Afroamerikaner, 0,9 % als Indianer und 1,5 % als Asian Americans. 21,7 % gaben die Angehörigkeit zu einer anderen Ethnie und 3,7 % zu mehreren Ethnien an. 47,3 % der Bevölkerung bestand aus Hispanics oder Latinos.
Im Jahr 2010 lebten in 54,5 % aller Haushalte Kinder unter 18 Jahren sowie 17,3 % aller Haushalte Personen mit mindestens 65 Jahren. 82,2 % der Haushalte waren Familienhaushalte (bestehend aus verheirateten Paaren mit oder ohne Nachkommen bzw. einem Elternteil mit Nachkomme). Die durchschnittliche Größe eines Haushalts lag bei 3,41 Personen und die durchschnittliche Familiengröße bei 3,67 Personen.
36,7 % der Bevölkerung waren jünger als 20 Jahre, 30,9 % waren 20 bis 39 Jahre alt, 22,2 % waren 40 bis 59 Jahre alt und 10,0 % waren mindestens 60 Jahre alt. Das mittlere Alter betrug 30 Jahre. 51,2 % der Bevölkerung waren männlich und 48,8 % weiblich.
Das durchschnittliche Jahreseinkommen lag bei 39.780 $, dabei lebten 21,3 % der Bevölkerung unter der Armutsgrenze.
Im Jahr 2000 war Englisch die Muttersprache von 54,98 % der Bevölkerung, spanisch sprachen 44,85 % und 0,17 % sprachen deutsch.

## Verkehr
Mascotte wird von den Florida State Roads 33 und 50 durchquert.
Der nächste Flughafen ist der etwa 60 Kilometer östlich gelegene Orlando International Airport.

## Sohn der Stadt
- Roberto Aguayo (* 1994), American-Football-Spieler